# Zámecká lípa v Chudenicích
Zámecká lípa je památný strom v městysu Chudenice. Přibližně 230 let stará zdravá lípa velkolistá (Tilia platyphyllos) roste na terase před Starým zámkem v nadmořské výšce 495 m. Obvod jejího kmene měří 399 cm a koruna sahá do výšky 20 m (měření 2004 a 2011). Kmen je bez výraznějšího poškození, dvě hlavní větve svírají poměrně ostrý úhel, v úžlabí jedna větší, částečně zavalená řezná rána (šetření 2004). V roce 2009 došlo k instalaci podkladnicové vazby a zdravotnímu řezu. Chráněna je od roku 26. května 1978 jako krajinná dominanta, součást kulturní památky.

## Památné stromy v okolí
- Černínova douglaska
- Dub v Lučici
- Chudenická lípa
- Lázeňská lípa
- Tis v Chudenicích